# Käyräjärvi (sjö i Finland)
Käyräjärvi är en sjö i Finland. Den ligger i kommunen Enontekis i landskapet Lappland, i den norra delen av landet, 900 km norr om huvudstaden Helsingfors. Käyräjärvi ligger 351,7 meter över havet. Arean är 12,8 hektar och strandlinjen är 2,73 kilometer lång. Sjön  ingår i Kemi älvs huvudavrinningsområde. 